# يانا زينكيفيتش
يانا فاديميفنا زينكيفيتش (الأوكرانية: Яна Вадимівна Зінкевич ، من مواليد 2 يوليو 1995 في ريفني) هي عضوة في البرلمان أوكرانية مشلولة ومشاكل عسكرية، خلال حرب دونباس كان قائد الكتيبة الطبية، حيث ورد أنه أنقذ ما يقرب من 200 جندي. أصيبت بجروح خطيرة في حادث سيارة في ديسمبر 2015 ، ونتيجة لذلك أصيبت بالشلل وبالتالي استخدمت كرسيًا متحركًا. وهي واحدة من الحاصلين على وسام الاستحقاق الأوكراني. تم اختيارها كواحدة من 100 امرأة بي بي سي في عام 2022.
تم اختيارها كممثلة لحزب التضامن الأوروبي في الدورة التاسعة للبرلمان الأوكراني في الانتخابات البرلمانية الأوكرانية 2019. تم وضعها في المركز السابع على قائمة الحزب الانتخابية.